# المحياء (ناطع)

تعديل مصدري - تعديل

المحياء هي إحدى قرى عزلة الغيلة بمديرية ناطع التابعة لمحافظة البيضاء، بلغ تعداد سكانها 228 نسمة حسب تعداد اليمن لعام 2004.